# European Journal of Echocardiography
European Journal of Echocardiography was een internationaal peer-reviewed wetenschappelijk tijdschrift op het gebied van de echocardiografie. Het is voortgezet onder de naam European Heart Journal Cardiovascular Imaging.
Het werd uitgegeven door Oxford University Press namens de European Society of Cardiology.
De naam wordt in literatuurverwijzingen meestal afgekort tot Eur. J. Echocardiogr.